# Réserve indienne de Red Lake
Red Lake est une réserve indienne américaine située dans le Minnesota et regroupant des Ojibwés.

## Démographie
Sa population s'élève en 2019 à 5 815 habitants selon l'American Community Survey.
| Groupe            | Red Lake | Minnesota | États-Unis |
| ----------------- | -------- | --------- | ---------- |
| Amérindiens       | 97,3     | 1,1       | 0,9        |
| Blancs            | 1,2      | 85,3      | 72,4       |
| Métis             | 1,2      | 2,4       | 2,9        |
| Autres            | 0,4      | 11,2      | 23,8       |
| Total             | 100      | 100       | 100        |
|                   |          |           |            |
| Latino-Américains | 1,4      | 4,7       | 16,7       |

Selon l'American Community Survey, pour la période 2011-2015, 89,06 % de la population âgée de plus de 5 ans déclare parler l'anglais à la maison, 8,0 % l'ojibwé, 1,32 l'espagnol, 0,99 % une langue hmong et 0,62 % une autre langue.